# Okabe Jukiaki
Okabe Jukiaki (japánul: 岡部 幸明) (1941. április 24. – Tokió, 2018. január 26.) olimpiai bronzérmes japán úszó.

## Pályafutása
Az 1964-es tokiói olimpián hazai környezetben 100 m gyorson az előfutamban kiesett. A 4 × 200 m gyors váltó tagjaként bronzérmet szerzett. A 4 × 100 m gyors váltóban negyedik, 4 × 100 m vegyes váltóban az ötödik helyen végzett társaival.

## Sikerei, díjai
- Olimpiai játékok
  - bronzérmes: 1964, Tokió (4x200 gyors váltó)